# Euskara Kultur Elkargoa
Euskara Kultur Elkargoa és una fundació de Navarra l'objectiu de la qual és promoure i defensar la llengua i la cultura basca en Navarra. Té la seu a Pamplona.
La fundació va ser fundada a Pamplona en 1998, amb la pretensió de reprendre i actualitzar el treball de l'Associació Euskara de Navarra, creada en 1876 per Arturo Campión Jaimebon, que el seu objectiu era "Conservar i propagar la llengua, literatura i historia basco-navarreses, així com estudiar la seva legislació i procurar tot el que tendeixi al benestar moral i material del País".
Organitza jornades de debat i deliberació, fòrums, conferències; publica comunicacions i llibres; participa en les campanyes de prematriculació escolar, etc. Euskara Kultur Elkargoa ha creat Artekaria, una iniciativa encaminada a promoure l'ús del basc i a protegir els drets lingüístics dels bascoparlants a Navarra, en totes les instàncies i a tots els nivells. També ha llançat Sarea, una xarxa de notícies en basc. Ha publicat també diversos informes sobre el compliment a Navarra de la Carta Europea de les Llengües Regionals o Minoritàries, en els quals es mostra molt crítica amb la política del Govern de Navarra respecte al basc.